# Чортів гриб
Чортів гриб, ригач, синюк отруйний (Boletus satanas) — вид грибів роду Болетус (Boletus). Гриб класифіковано в 1831 році.. Внесено до четвертого видання Червоної книги України. 

## Морфологічна характеристика
Шапинка 5—20(30) см у діаметрі, напівсферична, пізніше опукло-подушкоподібна або плоскорозпростерта, брудно-біла, сірувата, сіра, оливкувато-сіра, згодом гола. Шкірка не знімається. Ніжка 4—18 × 3—5 см, щільна, жовто-червона з темно-червоною сіткою.
М'якуш білуватий, у ніжці вгорі жовтуватий, при розрізанні на повітрі трохи червоніє, потім синіє — з неприємним запахом, проте з приємним смаком.

## Поширення та середовище існування
Росте у листяних лісах під дубом, буком у червні-вересні. В Україні поширений на Поліссі, у Лісостепу.

## Практичне використання
Гриб, до деякої міри подібний до дубовика та синяка зернистого, від якого чітко відрізняється світлою шапинкою.